# 1691 en philosophie
Chronologie de la philosophie
- 1687
- 1688
- 1689
- 1690
- 1691
- 1692
- 1693
- 1694
- 1695

L’année 1691 a été marquée, en philosophie, par les événements suivants :

## Publications
- Johann Clauberg :  Opera omnia philosophica, Amsterdam, 1691. Réédition : Hildesheim, Georg Olms, 1968 (2 volumes).
- Géraud de Cordemoy : Divers traitez de métaphysique, d'histoire et de politique (1691). Texte en ligne
- Pierre-Daniel Huet : Traité de la situation du Paradis terrestre, Paris, Jean Anisson, 1691 lire en ligne sur Gallica
- John Locke : Considérations sur les conséquences de la diminution de l’intérêt et de l’augmentation de la valeur de l’argent.
- Gottfried Wilhelm Leibniz : 
  - Essai de dynamique;
  - Animadversiones ad Cartesii principia philosophiæ.
- Sylvain Leroy : Réponse au livre qui a pour titre "P. Danielis Huetii,... Censura philosophiae cartesianae", servant d'éclaircissement à toutes les parties de la philosophie, surtout à la métaphysique, chez Jean Cusson, Paris, 1691 (lire en ligne)
- Christian Thomasius :  Einleitung zur Vernunftlehre (1691, 5° ed. 1719)